# Kościół pielgrzymkowy w Wies
Kościół pielgrzymkowy w Wies (niem. Wieskirche) – rokokowy kościół w Wies (gmina Steingaden) w tzw. Pfaffenwinkel w Bawarii w południowych Niemczech. Zbudowany w 1745–54 przez architekta Dominikusa Zimmermanna oraz jego brata, malarza i sztukatora Johanna Zimmermanna. Jeden z najznamienitszych przykładów sztuki rokoko w Niemczech.
W 1983 kościół został wpisany na listę dziedzictwa kulturowego UNESCO.

## Historia
14 czerwca 1738 mała wioska Wies była świadkiem cudu, kiedy to chłopka Maria Lori zobaczyła łzy w oczach drewnianej figury biczowanego Chrystusa. Maria Lori opowiedziała o wydarzeniu swojemu spowiednikowi i prałatowi, którzy nakazali jej milczenie aż do wyjaśnienia sprawy. Figura, autorstwa ojca Petera Magnusa Straba i brata Lukasa Schweigera z górnobawarskiego klasztoru Steingaden (1730), stała się jednak wkrótce obiektem kultu, przyciągającym coraz więcej pielgrzymów. Za domem Marii Lori zbudowano małą kapliczkę (1739–1740), do której przeniesiono figurę.
By sprostać napływowi pielgrzymów, m.in. z Niemiec, Austrii, Bohemii i Włoch, opat Norbertanów Hyazinth Gaßner wraz z konwentem, przy poparciu okolicznej ludności, zdecydował o budowie sanktuarium (1743). Po jego śmierci w 1745 nadzór nad przedsięwzięciem przejął opat Marianus II Mayr. Koszty budowy świątyni (wówczas 18 000 guldenów) pokrył nie tylko klasztor lecz również okoliczni mieszkańcy, którzy zaangażowali się w finansowanie przedsięwzięcia dobrowolnie a nie w ramach pańszczyzny.
Budowa została zlecona jednemu z najznamienitszych wówczas architektów działających na terenie Bawarii i Szwabii Dominikusowi Zimmermannowi, który zaprojektował kościół na planie owalu (25 x 29 m), w stylu rokoko bawarskiego. Prace trwały w latach 1745–54. Brat Dominikusa, Johann Zimmermann, stworzył imponujące wnętrza, bogato zdobione freskami i sztukateriami.
Na początku XIX w. w ramach procesu sekularyzacji kościół miał być zlicytowany a następnie zburzony. Dzięki interwencji okolicznych mieszkańców udało się uratować budowlę.
W 1983 kościół został wpisany na listę dziedzictwa kulturowego UNESCO. W latach 1985–1991 przeprowadzono gruntowną renowację świątyni, która pochłonęła 10,6 milionów marek.

## Architektura
Świątynia łączy formę bazyliki z kościołem jednonawowym. Centralny obszar nawy określony jest przez dwa półkola, które przecina prostokąt, tworząc owal. Oryginalna forma bazyliki odzwierciedlona jest w planie budowli w formie krzyża oraz wąskich nawach bocznych.
Na szczególną uwagę zasługuje konstrukcja dachu i sufitu. Sklepienie świątyni jest iluzją optyczną – sufit jest płaski a wrażenie wypukłości zostało osiągnięte poprzez głęboką perspektywę malowideł plafonowych. Sufit został skonstruowany z ok. 4 cm krat wypełnionych gładzią szpachlową podwieszonych pod dachem. Większość budowli barokowych w regionie (bazylika św. Aleksandra i św. Teodora w Ottobeuren czy kościół pielgrzymkowy Czternastu Świętych Wspomożycieli w Vierzehnheiligen) miały sufity i sklepienia z cegły. Zimmerman jednak użył drewna, co umożliwiło mu konstrukcję rozległego sufitu (28 m długości, 18 m szerokości) podpartego na smukłych filarach. Rozwiązanie to jest jednak bardzo wrażliwe na warunki atmosferyczne (śnieg, wiatr, pioruny) a także na wibracje generowane przez nisko latające samoloty odrzutowe. Po analizie stanu konstrukcji przy okazji renowacji w 1985–1991, loty odrzutowców nad kościołem zostały zawieszone.

### Architektura wnętrz

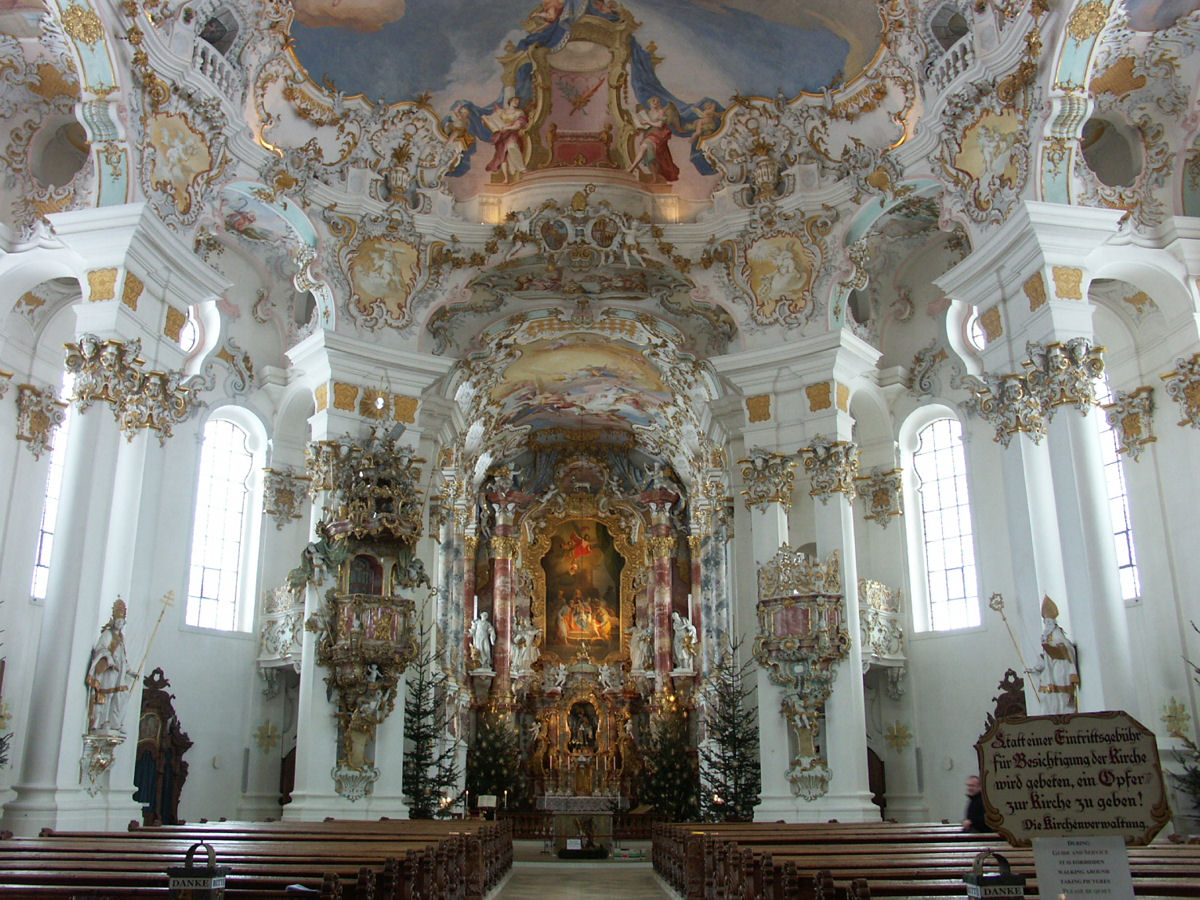
Widok na prezbiterium i ołtarz główny

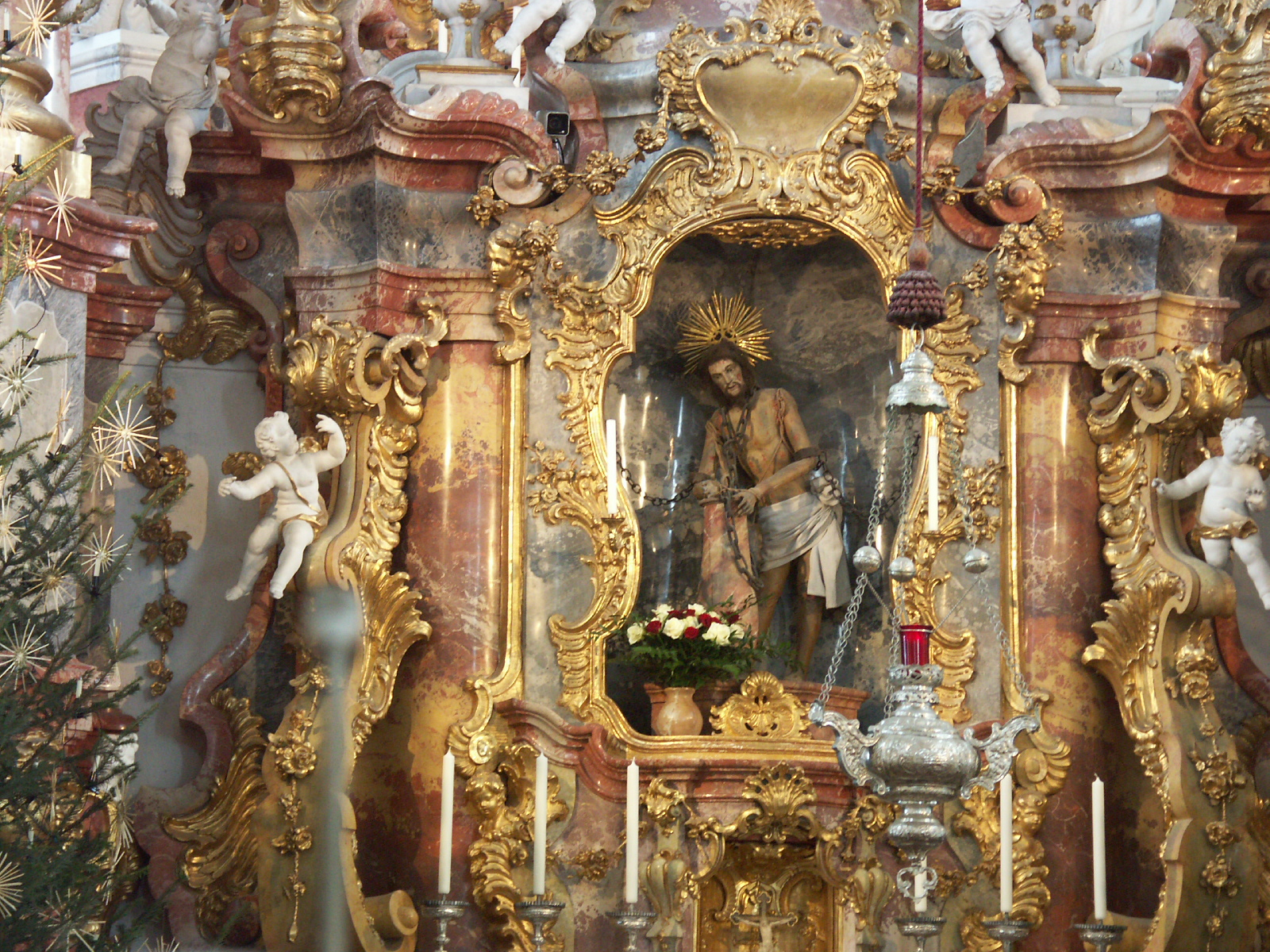
Ołtarz główny, figura Chrystusa

#### Prezbiterium
Prezbiterium zostało zaprojektowane jako indywidualna część architektoniczna, która mogłaby funkcjonować niezależnie jako mała świątynia. Plan ten miał być zrealizowany w przypadku niewystarczających środków finansowych na budowę większego kościoła.
Całość zdominowana jest przez kolumny pokryte gładzią gipsową imitującą marmur. Nad niebieskimi kolumnami bocznymi znajdują się rzędy podwyższonych okien w kształcie kartuszy. Kolor niebieski symbolizuje miłość i miłosierdzie boskie. Kolumny przy ołtarzu są koloru czerwonego, symbolizującego krew ofiarną.

#### Ołtarz główny
Obraz w górnej części ołtarza głównego został namalowany przez Baltazara Augusta Albrechta, nadwornego malarza z Monachium. Przedstawia dzieciątko Jezus w otoczeniu Świętej Rodziny przed grobem Dawida. Maryja trzyma dzieciątko na kolanach, po jej lewej stronie stoi Józef – ziemski ojciec Jezusa, po jej prawie stronie św. Elżbieta z synem Janem Chrzcicielem trzymającym w ramionach baranka. Na drugim planie, po prawej stronie Maryi znajdują się Joachim i Anna – dziadkowie Jezusa, a po lewej Zachariasz – ojciec Jana Chrzciciela. Wznoszący się nad Rodziną anioł przynosi purpurowy płaszcz, jaki zarzucą Chrystusowi na ramiona rzymscy żołnierze podczas koronacji koroną cierniową.

Pod obrazem znajdują się figury czterech ewangelistów i dwóch starotestamentowych proroków dłuta Ägidiusa Verhelsta. Po lewej stronie malowidła stoi Izajasz przynoszący wieści o nadejściu Mesjasza; w lewej ręce trzyma kartę pergaminu z tekstem łacińskim: 

Generationem eius quis enarrabit? (pol. Kto się przejmuje Jego losem?)

 prawą ręką wskazując na dzieciątko Jezus w górnej części ołtarza. Po stronie prawej umieszczono figurę Malachiasza. Postaci ewangelistów znajdują się pomiędzy kolumnami ołtarza. Po lewej stronie stoi figura Jana, na którego lewym ramieniu przysiadł orzeł. W prawej dłoni Jan trzyma pióro, a w lewej kartę z łacińskimi tekstem: 

Tunc apprehendit Pilatus Iesum et flagellavit (pol. Wówczas Piłat wziął Jezusa i kazał Go ubiczować.)

Obok Jana stoi św. Marek z lwem trzymającym tekst jego ewangelii: 

Et tradidit Iesum flagellis cæsum (pol. Wtedy Piłat, chcąc zadowolić tłum, uwolnił Barabasza, Jezusa zaś kazał ubiczować i wydał na ukrzyżowanie.)

Po prawej stronie ołtarza znajduje się figura św. Łukasza z wołem u stóp. Łukasz przedstawiony jest z piórem w prawej ręce i tekstem swojej ewangelii w lewej: 

Iesum autem tradidit voluntati eorum (pol. Uwolnił im tego, którego się domagali, a który za rozruch i zabójstwo był wtrącony do więzienia; Jezusa zaś zdał na ich wolę.)

Obok Łukasza stoi św. Mateusz z następującym tekstem w lewej ręce: 

Iesum autem flagellatum tradidit eis (pol. Wówczas uwolnił im Barabasza, a Jezusa kazał ubiczować i wydał na ukrzyżowanie.)

W środkowej części ołtarza umieszczono figurę Biczowanego Chrystusa autorstwa ojca Petera Magnusa Straba i brata Lukasa Schweigera z górnobawarskiego klasztoru Steingaden (1730). Figura została wykonana na potrzeby procesji wielkopiątkowych, bardzo popularnych w dobie baroku. Powstała z fragmentów innych figur drewnianych; łączenia zakryto lnem i pomalowano. Ciało Chrystusa pokryte jest ranami i zakrwawione. Z powodu wyglądu figura nie była jednak używana podczas procesji i została zdeponowana najpierw w przyklasztornym ogrodzie (1732–1734), potem w garderobie przyklasztornego teatru a w końcu na poddaszu przyklasztornej gospody (1736). W 1738 znalazła ją tam siostrzenica właściciela i przeniosła do swojego domu w Wies.
Nad figurą znajduje się drewniana rzeźba przedstawiająca złotego pelikana rozdziobującego własną pierś i karmiącego krwią troje małych. Według średniowiecznych legend, samica pelikana miała w czasach głodu rozrywać dziobem własną pierś i krwią karmić pisklęta. Stąd ptaki te uważane były za symbole poświęcenia i często pojawiały się w sztuce sakralnej jako symbol Chrystusa.
Całość ołtarza wieńczy srebrna figura baranka, symbolizująca ofiarę Jezusa na krzyżu.

### Nawa

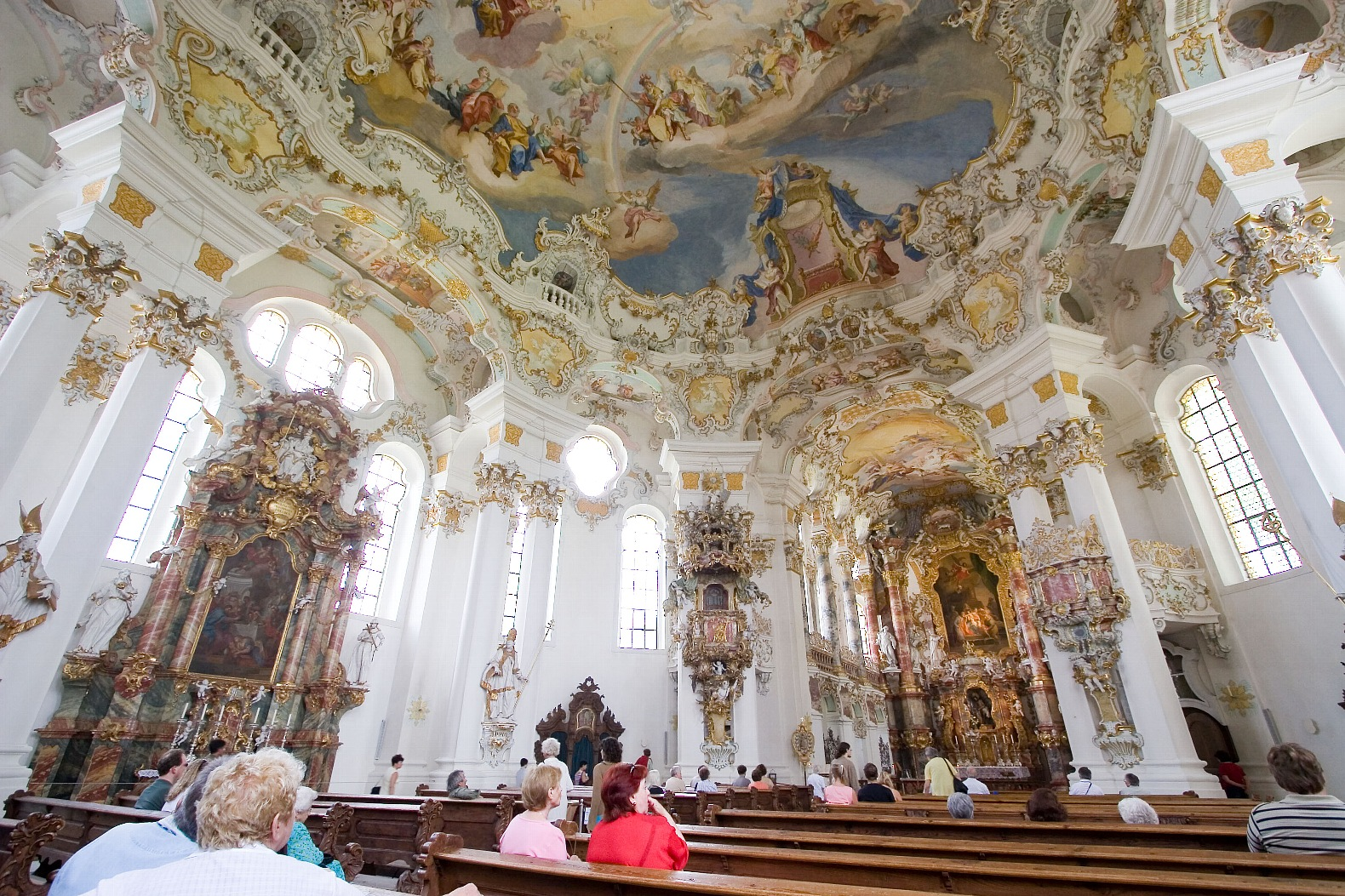
Nawa główna

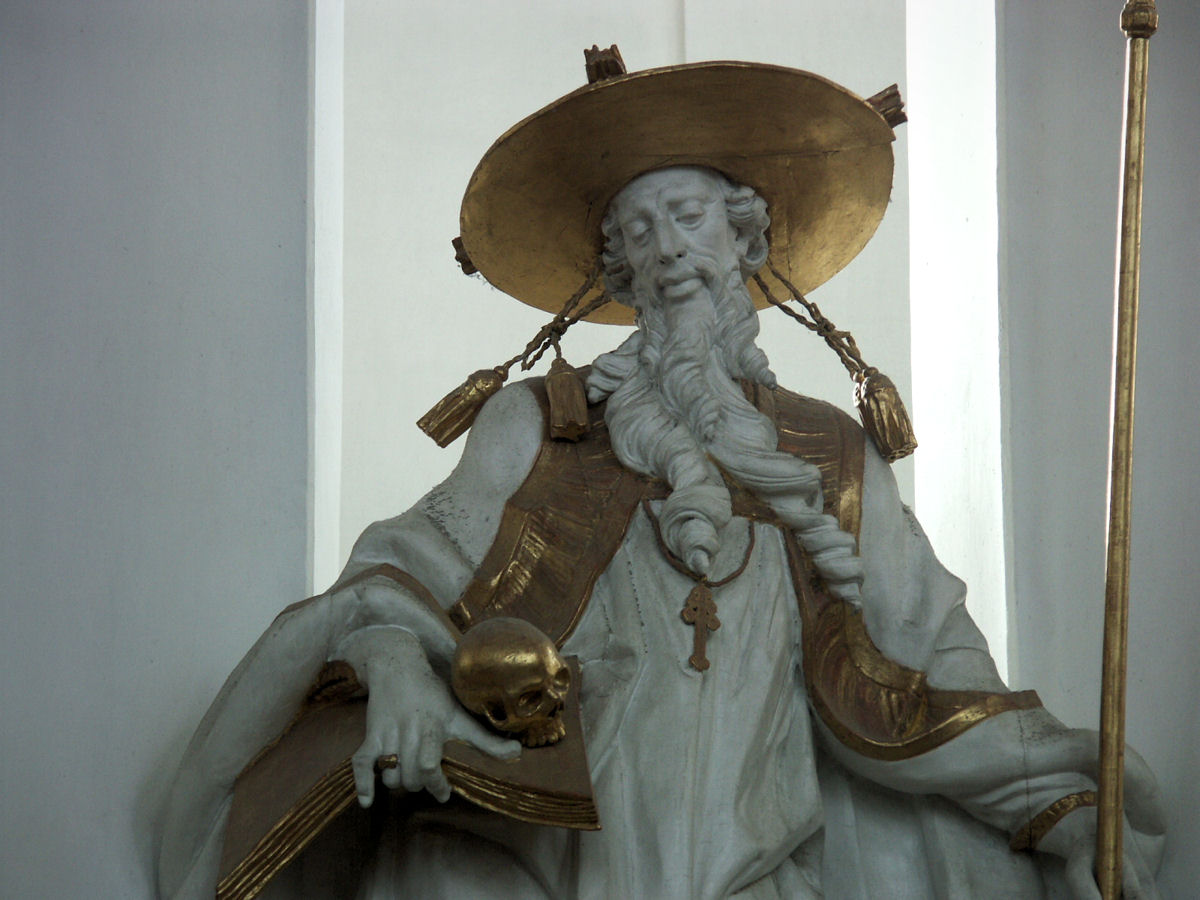
Hieronim ze Strydonu

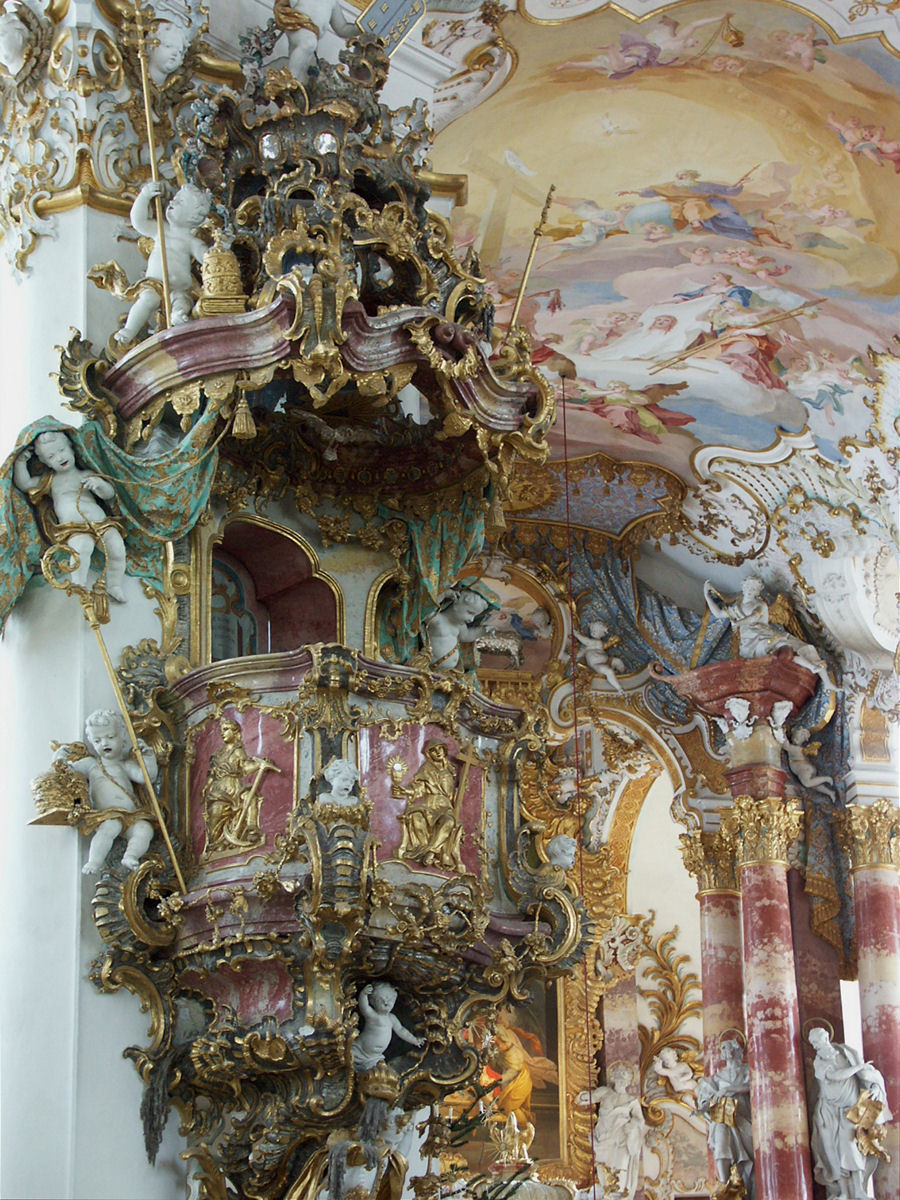
Ambona

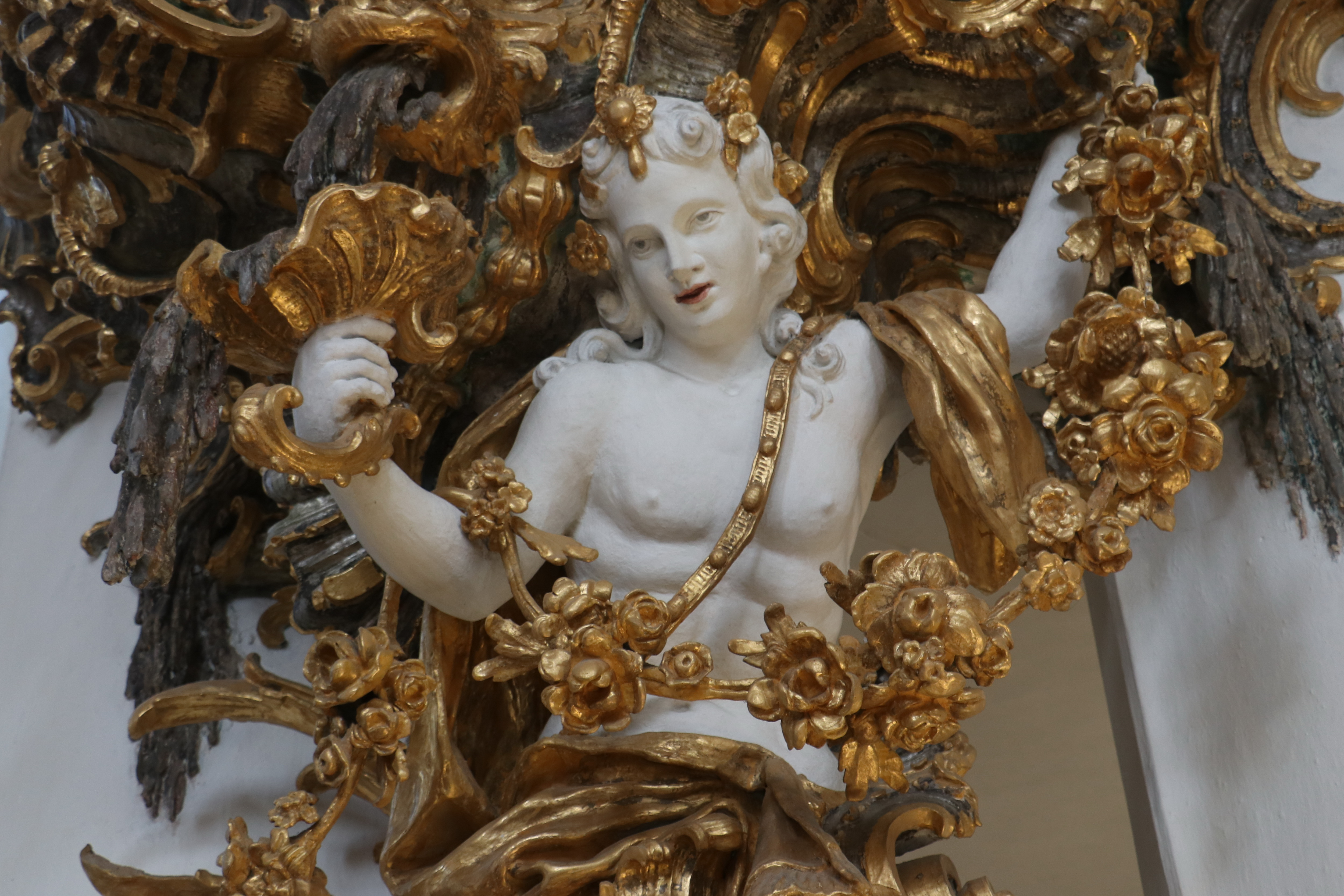
Ambona, detal

Przy podwójnych kolumnach wokół nawy znajdują się cztery figury doktorów Kościoła: (Hieronima ze Strydonu, Świętego Ambrożego, Augustyna, Grzegorza I) autorstwa tyrolskiego rzeźbiarza Antona Sturma. Za figurami umieszczono cztery bogato rzeźbione konfesjonały. Każdy z nich zdobi malowidło przedstawiające scenę z Nowego Testamentu (w kolejności zgodnej z ruchem wskazówek zegara, zaczynając od ołtarza głównego): obraz faryzeusza i celnika, przedstawienie nielitościwego dłużnika, ilustrację do paraboli o zgubionej owcy i zgubionej drachmie oraz scenę powrotu marnotrawnego syna.
Nad podwójnymi kolumnami znajduje się osiem stiukowych kartuszy z obrazami w technice grisaille przedstawiających cherubinów personifikujących osiem błogosławieństw. Nad czterema kartuszami umieszczono niewielkie balkony, które były używane przez trębaczy podczas uroczystości religijnych.

#### Ambona
Po lewej stronie ołtarza zlokalizowano bogato zdobioną ambonę, której dekoracje nawiązują tematycznie do zesłania Ducha Świętego (złota gołębica pod baldachimem). Kosz ambony zdobią złote reliefy przedstawiające trzy cnoty główne: krzyż symbolizujący wiarę, kotwicę reprezentującą nadzieję i płonące serce – symbol miłości. Na ambonie umieszczono również symbole czterech Ojców Kościoła (których figury rozmieszczono w nawie przy podwójnych kolumnach): ul (atrybut św. Ambrożego), papieska tiara (symbol św. Grzegorza), lwia głowa (atrybut św. Hieronima) i serce (symbol św. Augustyna). Czterej Ojcowie symbolizują Tradycję Kościoła, zgodnie z którą kaznodzieja przemawiający z ambony interpretuje Słowo Boże. Na drzwiczkach ambony widnieje napis łaciński: 

Estote autem factores verbi et non auditores tantum fallentes vosmet ipsos (pol. Wprowadzajcie zaś słowo w czyn, a nie bądźcie tylko słuchaczami oszukującymi samych siebie.)

 Baldachim wieńczy oko Boga, namalowane na lustrze w otoczeniu złotych promieni. Pod nim znajduje się aniołek trzymający tablice mojżeszowe z dziesięcioma przykazaniami.
W górnej części podpory ambony znajduje się figura cherubina siedzącego na rybie lub delfinie. Przedstawienie to nawiązuje do antycznej opowieści o chłopcu, który przyjaźnił się z delfinem. Codziennie delfin zabierał chłopca w morze na swoim grzbiecie. Pewnego dnia chłopiec zranił się o płetwę delfina i zmarł. Po długich poszukiwaniach delfin znalazł miejsce na dnie morza, gdzie opadło ciało chłopca, położył się obok niego i umarł. Opowieść ta była interpretowana przez Ojców Kościoła jako parabola Chrystusa (delfina) i dzieci królestwa bożego (chłopiec).
W górnej części podpory ambony figuruje kobieca postać, której znaczenie nie jest do końca wyjaśnione. Według jednej interpretacji, jest to Matka Ziemia otrzymująca i dająca wodę – element niezbędny do życia. Według innej jest to personifikacja Kościoła otrzymująca wodę życia wypływającą z pyska delfina (Chrystusa).
Po prawej stronie ołtarza, naprzeciwko ambony, znajduje się niewielka galeria – loża opata. Jej balustradę zdobi złoty monogram opata Marianusa II Mayera, który nadzorował budowę kościoła.

### Nawy boczne

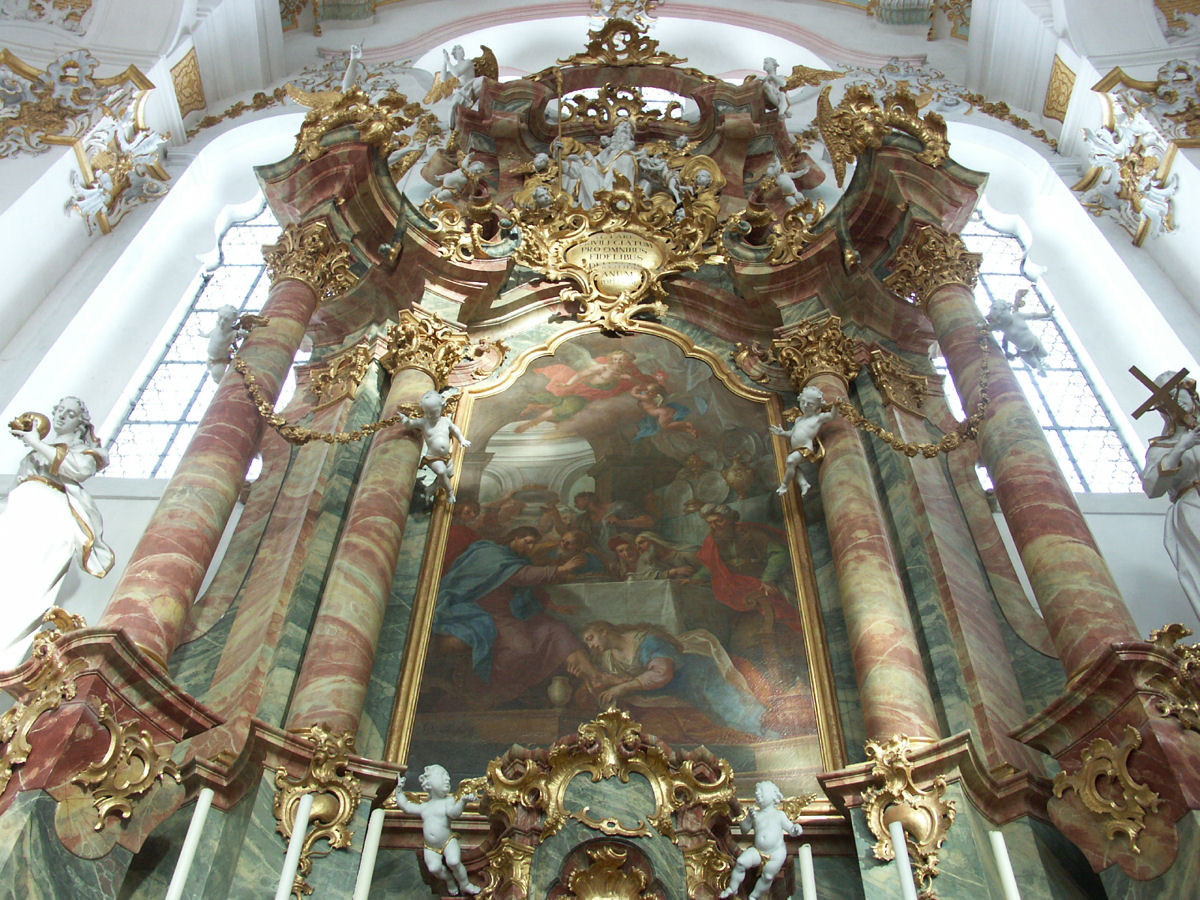
Ołtarz północny

W nawach bocznych znajdują się dwa ołtarze, południowy i północny. Obraz ołtarza południowego, namalowany przez Josepha Magesa, ukazuje św. Piotra wypierającego się Jezusa. Malowidło otaczają figury św. Bernarda przedstawionego z narzędziami Męki Pańskiej, i patrona klasztoru norbertanów ze Steingaden, św. Norberta z monstrancją w dłoni. W górnej części ołtarza umieszczono kobiecą figurę mądrości bożej, symbol słowa bożego.
Obraz ołtarza północnego, namalowany przez Johanna Georga Bergmüllera ukazuje grzesznicę obmywającą stopy Chrystusa swoimi łzami, by osuszyć je włosami i namaścić olejami. Ołtarz flankują dwie figury: św. Marii Egipcjanki trzymającej bicz i czaszkę oraz św. Małgorzaty z Kortony z krzyżem i biczem. Całość wieńczy siedząca postać Abrahama.

### Freski

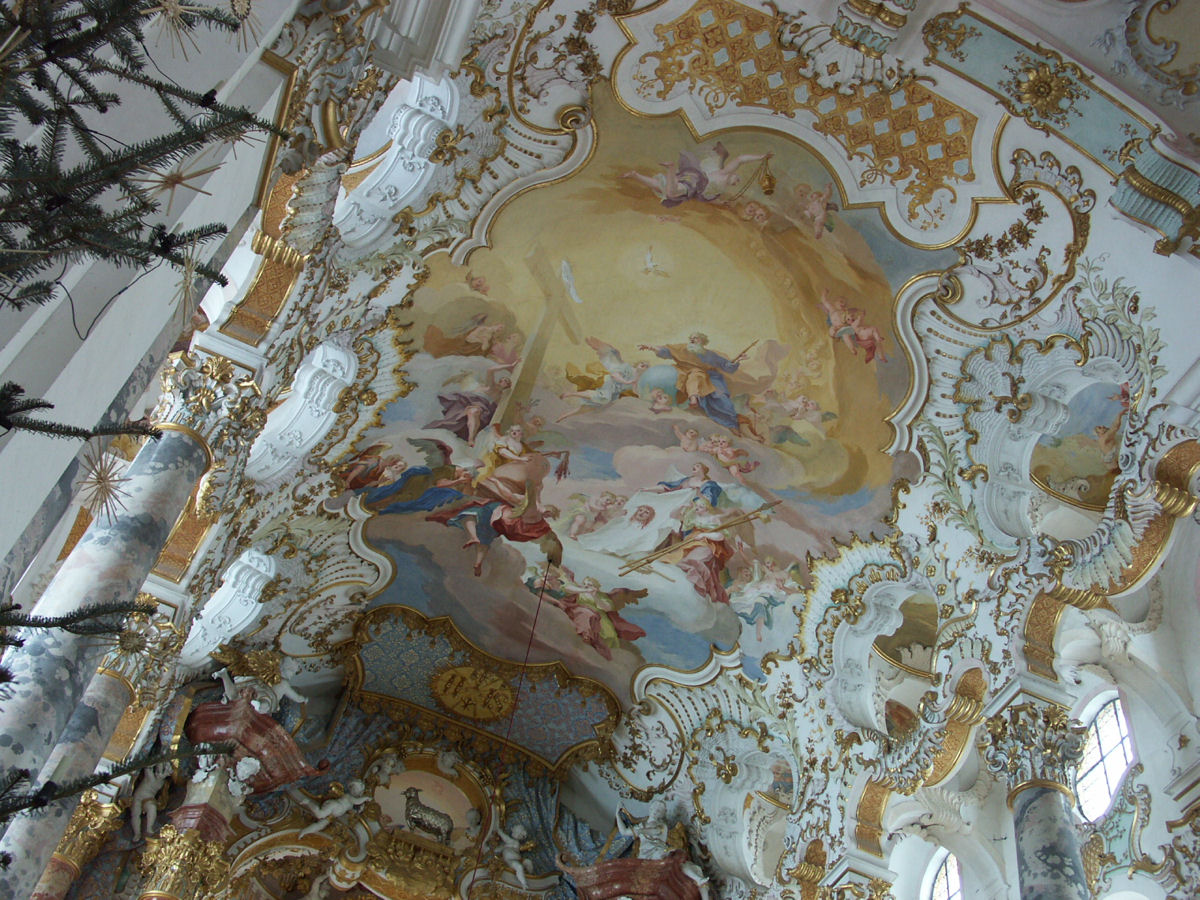
Plafon w prezbiterium

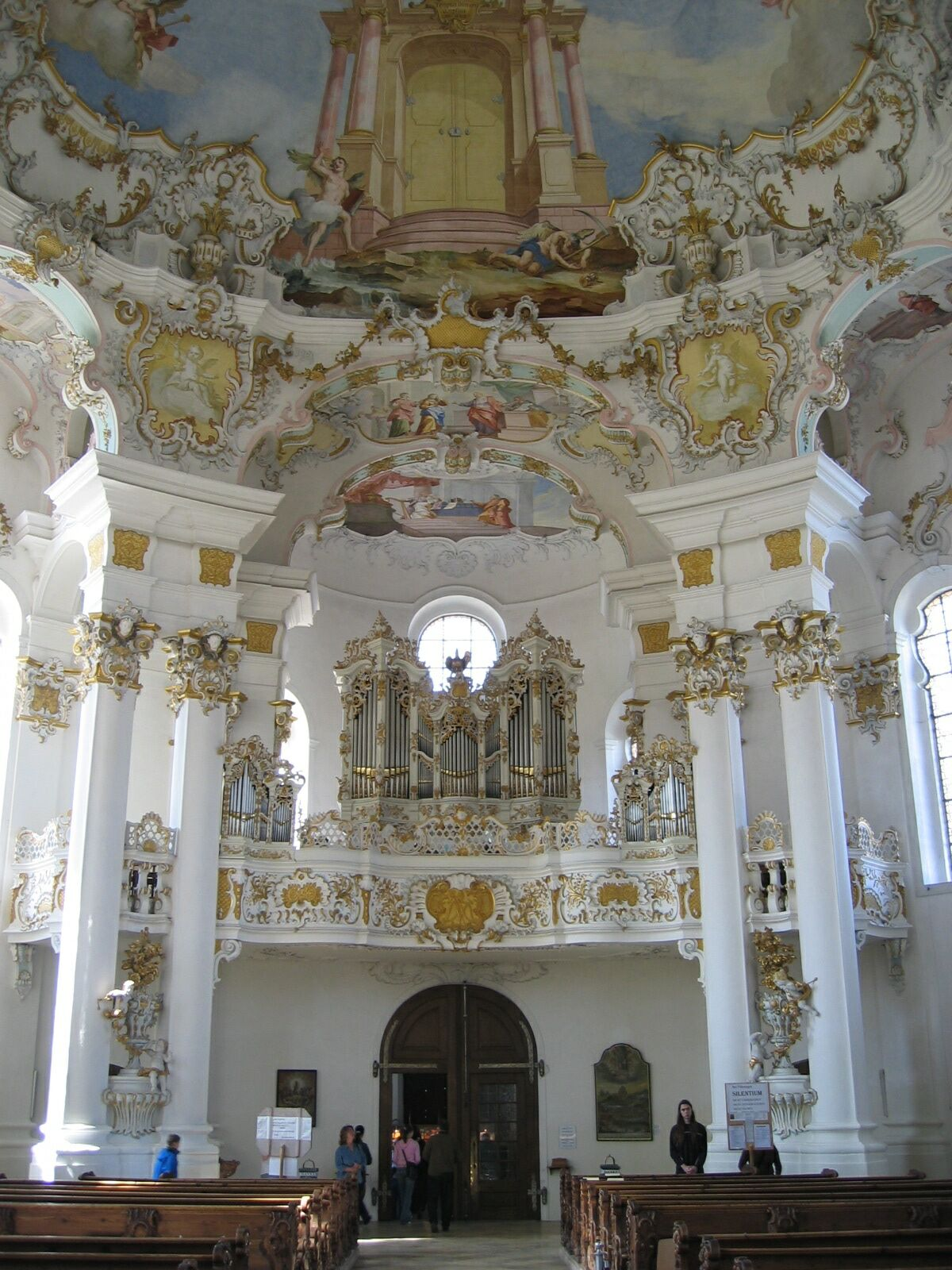
Strona wschodnia, u góry widać fragment fresku przedstawiający zamknięte drzwi do wieczności

#### Prezbiterium
Malowidło sufitowe w prezbiterium, dzieło Johanna Baptisty Zimmermana, przedstawia postaci aniołów wznoszących się do nieba, dźwigających narzędzia Męki Pańskiej: pręgierz (na jego podstawie Zimmerman umieścił swoje inicjały i nazwisko), bicz, gwoździe, włócznię i gąbkę, koronę cierniową oraz chustę św. Weroniki z wizerunkiem zakrwawionej twarzy Chrystusa. Nad aniołami wznosi się krzyż, symbol cierpienia i śmierci Chrystusa, oświetlony przez wschodzące słońce – symbol życia po śmierci.

#### Ambit
W ambicie wokół prezbiterium znajduje się sześć fresków przedstawiających Jezusa czyniącego cuda, wedle słów ewangelii: 

niewidomi wzrok odzyskują, chromi chodzą, trędowaci doznają oczyszczenia, głusi słyszą, umarli zmartwychwstają, ubogim głosi się Ewangelię.

Pierwsze malowidło ukazuje Jezusa przywracającego wzrok dwóm ślepym. Drugie ilustruje historię Łazarza wskrzeszonego z martwych. Trzecie przedstawia Chrystusa uzdrawiającego chorych. Czwarte ukazuje uzdrowienie paralityka a kolejne uzdrowienie opętanego przez demony. Ostatnie pokazuje Jezusa głoszącego ubogim Ewangelię.

#### Nawa główna
Tematem sztuki plafonowej kościoła jest Miłosierdzie Boże w dniu Sądu Ostatecznego. Zdobienie sufitu jest unikatowym połączeniem techniki fresku ze sztukateriami, gdzie elementy malowane przechodzą w pełnoplastyczne rzeźby stiukowe.
Część zachodnia fresku przedstawia Chrystusa jako sędziego, zasiadającego nie na tronie lecz na tęczy, symbolizującej miłosierdzie i przymierze z Bogiem. Jezus prawą ręką wskazuje na krzyż rozjaśniony promieniami słońca – symbol poświęcenia, a lewą na krwawiącą ranę na prawym boku. Na obrazie nie przedstawiono tych, nad którymi ma się odbyć sąd – to wierni zgromadzeni w kościele, stąd też wzrok Jezusa skierowany jest właśnie na nich. Pod łukiem tęczy ukazana jest Maria z anielskimi skrzydłami jako Królowa Aniołów (niezwykle rzadkie przedstawienie). Po jej prawicy siedzi Michał Archanioł trzymający krzyż procesyjny, tarczę oraz wagę. Z jej lewej strony znajduje się modlący anioł a obok niego Archanioł Gabriel okryty niebieskim płaszczem z kwiatem lilii, symbolem czystości i niewinności, w dłoniach. Dalej stoi Rafał z laską pielgrzyma, a po jego lewicy klęczy anioł przynoszący modlitwy świętych, ukazane tu jako dym z kadzidła. Po prawej stronie znajduje się tajemnicza postać klęczącego anioła, która według niektórych interpretacji jest łączona z upadłym aniołem składającym hołd Bogu. Poniżej grupy aniołów przedstawiony jest pusty tron, oczekujący na Sędziego. Z obu jego stron stoją aniołowie trzymający księgi.

Część wschodnia malowidła, nad organami, ukazuje zamknięte drzwi do raju. Nad drzwiami znajduje się napis w języku łacińskim: 

Tempus non erit amplius (pol. [dla czasu] już nie będzie zwłoki))

Nad kartuszem z tekstem umieszczono symbol wieczności, węża zjadającego własny ogon: koło bez początku i bez końca. U stop schodów prowadzących do drzwi ukazano leżącą uskrzydloną postać symbolizującą mijający czas, wzorowaną na greckim bogu Chronosie. Z jej rąk wysunęły się klepsydra i kosa, symbole czasu i śmierci. Po lewej stronie schodów znajduje się anioł, trzymający księgę.

#### Nawy boczne

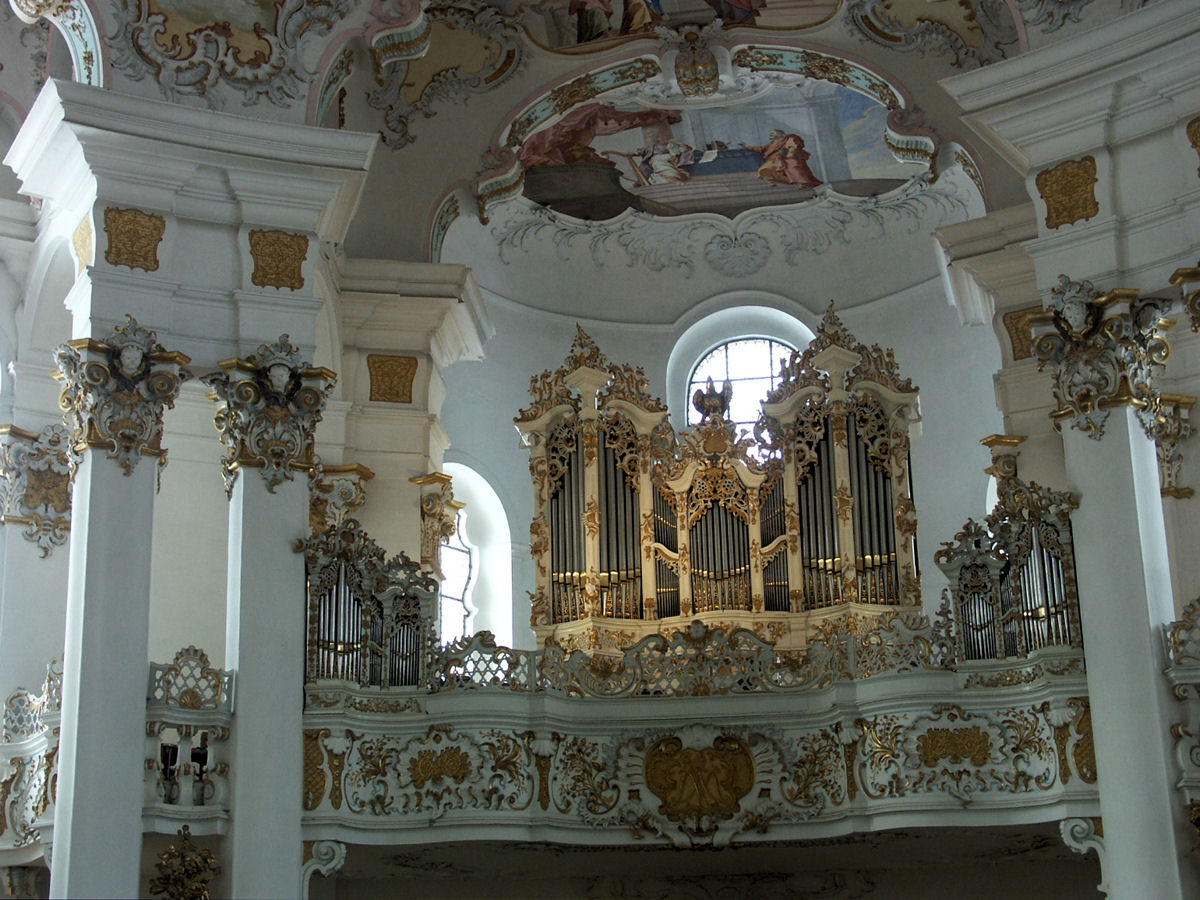
Organy

Wokół nawy głównej, w wąskich nawach bocznych, umieszczono dziewięć fresków: osiem przedstawiających sceny z Nowego Testamentu i jeden ze Starego Testamentu. W kolejności zgodnej z ruchem wskazówek zegara, zaczynając od ołtarza głównego są to przedstawienia: Jezusa z grzesznicą, Jezusa z celnikiem Zacheuszem, Jezusa na krzyżu ze złoczyńcami, nieurodzajnego drzewa figowego, Jezusa z cudzołożnicami, króla Dawida wyrażającego żal za grzechy, powołanie Lewiego, zaparcie się Piotra, Jezusa i Samarytanki.

### Organy
Organy zostały najprawdopodobniej zbudowane w 1757 w warsztacie Johanna Georga Hörtericha w Dirlewang koło Mindelheim. Zostały poddane modernizacji w 1929 a w latach 1858–59 przeprowadzono ich renowację.

## Ciekawostki
Kościół w Wies opisany został przez Ksawerego Pruszyńskiego w opowiadaniu Człowiek z rokokowego kościoła.

## Literatura
- Dietmar Stutzer, Alois Fink: Die irdische und die himmlische Wies. Rosenheim: Rosenheimer Verlag, 1982, s. 99-100. ISBN 3-475-52355-8. (niem.).